# OMV
OMV AG（オーエムファウ アーゲー）は、オーストリア・ウィーンに本拠を置き、石油やガスの精製、また石油化学工業等を行うエネルギー企業。主な事業展開地は中央ヨーロッパで、ドイツ、オーストリア、ルーマニアに石油精製工場を持ち、4200箇所以上のガソリンスタンドをOMV、Avanti（アヴァンティ）、Storh、ペトロム(PETROM)ブランドで展開している。ウィーン証券取引所上場企業。

## 沿革
1956年7月3日、Österreichische Mineralölverwaltung（略してÖMV。英語でAustrian Mineral Oil Administrationの意）として設立された。オーストリア国家条約の際の交渉に基づき、オーストリア国家による国営企業として、石油および天然ガスの生産・加工が行われ、1960年にウィーン国際空港近くのシュヴェヒャトに石油精製所を開設した。1970年にアドリア海とウィーンを結ぶパイプラインが開通、1974年にオーストリア横断パイプラインが開通、1980年に西オーストリアパイプラインが開通、1985年にリビアで最初の海外E&P事業を開始した。1987年に株式の15%を売却したのを始めに民営化に着手し、1990年に最初のÖMVブランドによるガソリンスタンドの営業を開始、1995年に社名をÖMVからOMVに変更した。
1998年、化学工業メーカーのBorealis AGの25％の株式を取得（現在は36％）、2004年、ルーマニアの石油・ガスグループであるPetromの51％の株式を取得し子会社化した。
現在OMVの株式は、約3割をオーストリア国家資産持株会社のÖsterreichische Industrieholdingが保有し、約25％をアラブ首長国連邦のアブダビ政府による国際石油投資会社（International Petroleum Investment Company）が保有している。現在、最高意思決定機関である監査役会の会長は、シーメンス前社長のペーター・レッシャーが務めている。 

## ギャラリー

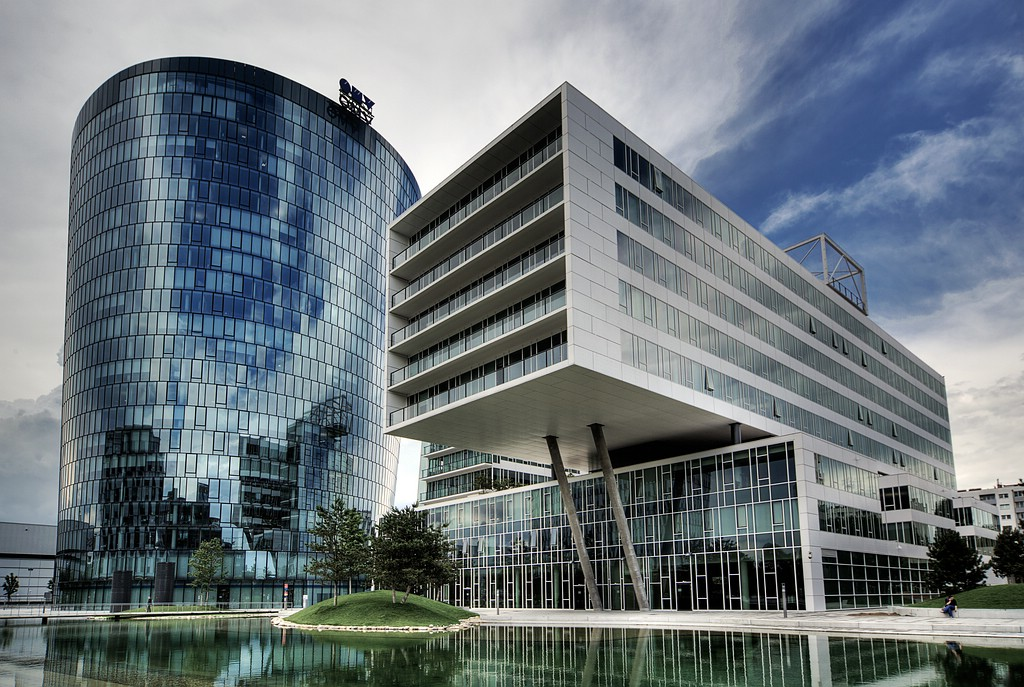
ウィーンのOMV本社
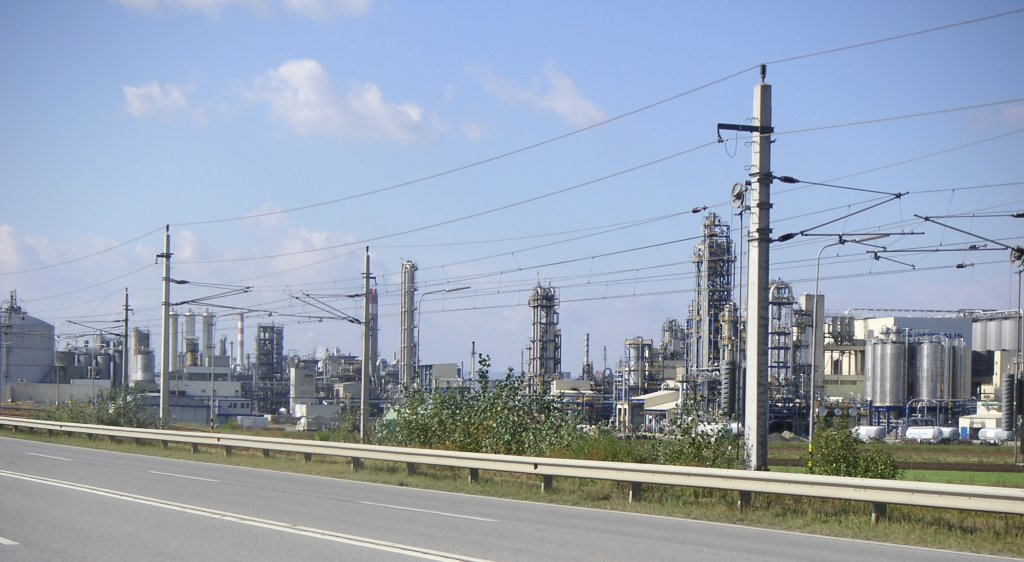
シュヴェヒャト製油所
OMVが事業展開する国
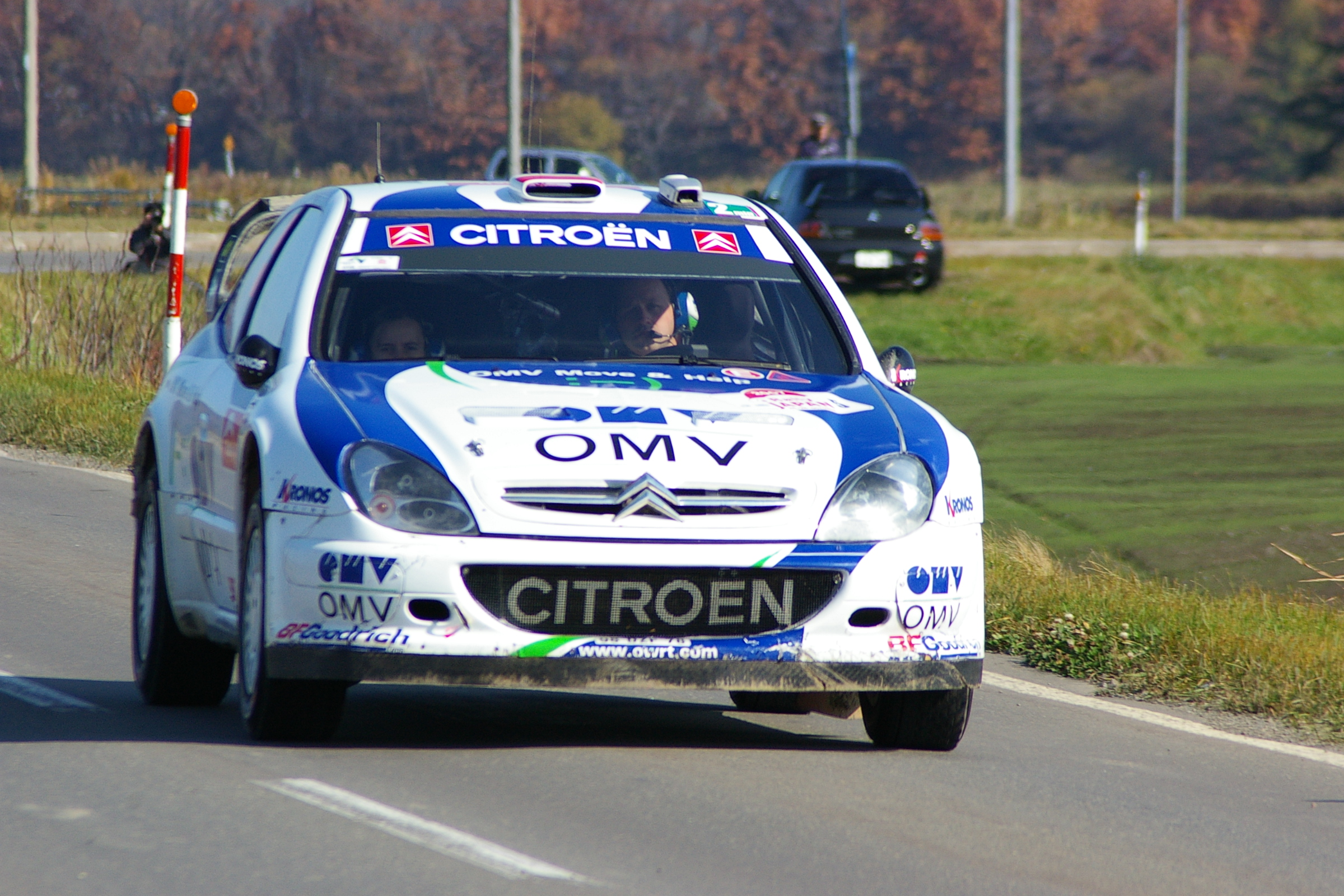
OMVカラーのクサラWRC